# Tatouage numérique
Pour les articles homonymes, voir Watermark.
Ne doit pas être confondu avec Signature numérique.

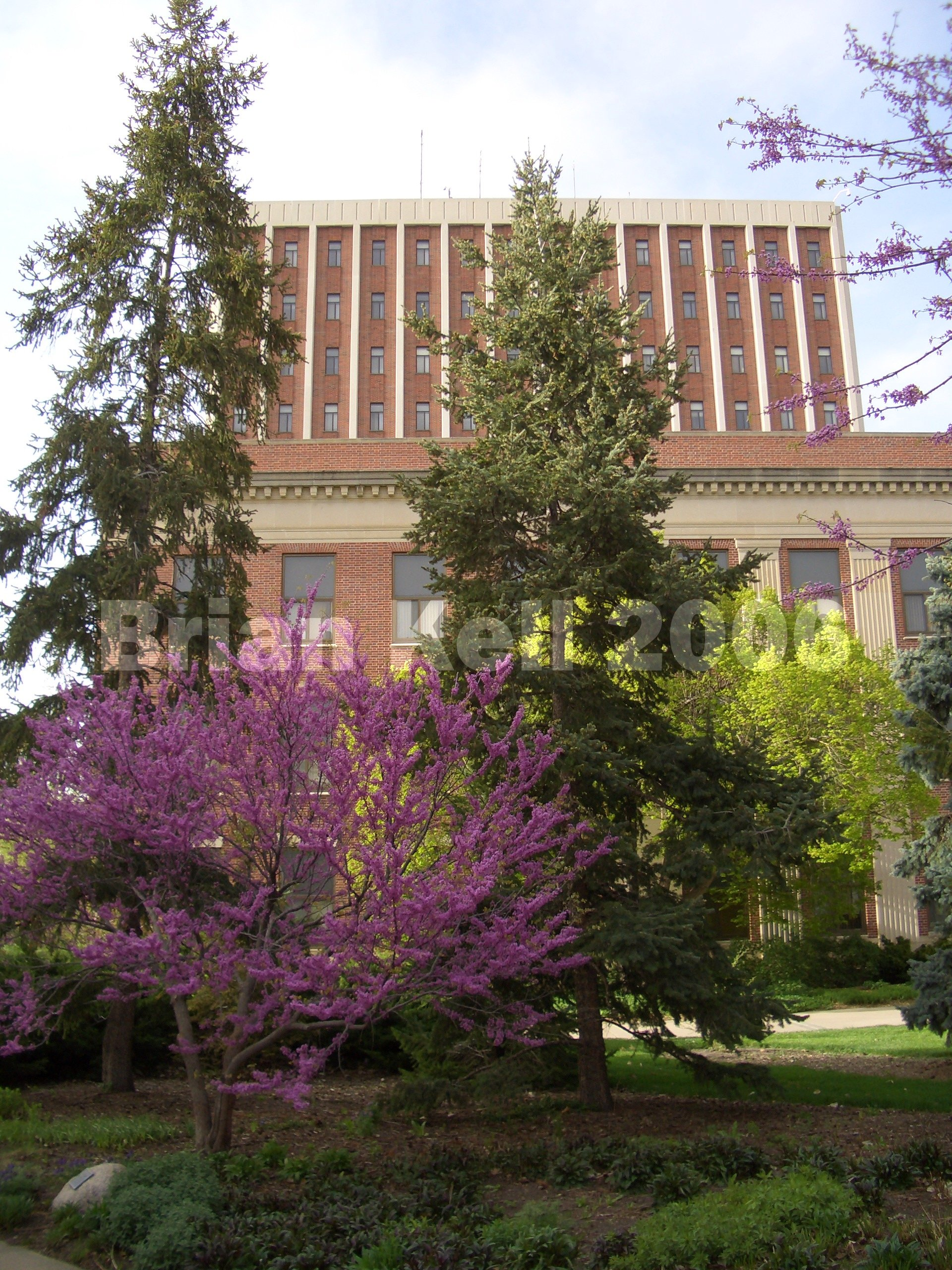
Image avec tatouage numérique visible. Le texte « 2006 » apparaît au centre de l'image.

Le tatouage numérique (en anglais digital watermark, « filigrane numérique ») est une technique permettant d'ajouter des informations de copyright ou d'autres messages de vérification à un fichier ou signal audio, vidéo, une image ou un autre document numérique. Le message inclus dans le signal hôte, généralement appelé marque ou bien simplement message, est un ensemble de bits, dont le contenu dépend de l'application. La marque peut être le nom ou un identifiant du créateur, du propriétaire, de l'acheteur ou encore une forme de signature décrivant le signal hôte. Le nom de cette technique provient du marquage des documents papier et des billets.

## Histoire
Le tatouage numérique est une discipline très récente, dont on fait remonter la naissance en 1990 avec l'article de Tanaka et al. sur une méthode pour cacher de l'information dans une image, ainsi qu'avec les articles de Caronni et Tirkel et al. en 1993.
Le terme digital watermark (tatouage numérique) fut pour la première fois employé en 1992 par Andrew Tirkel et Charles Osborne. Le terme utilisé par Tirkel et Osborne est originaire du Japon : denshi sukashi (電子透かし) qui se traduit en anglais par electronic watermark.
Paul Levinson parle également de tatouage numérique. Il préconise dans son ouvrage l'utilisation de numéros de brevet intelligents (p. 202), en embarquant dans chaque élément technologique une puce électronique qui donnerait la liste des inventeurs.
Ingemar Cox popularisa les techniques d'étalement de spectre pour le tatouage numérique. L'invention des systèmes de re-synchronisation en 1998 marqua la discipline de même que le tatouage avec information adjacente (side information channel) en 1999.
Geoff Rhoads, travaillant pour Digimarc Corporation, développa la technologie PictureMarc. 
Teddy Furon et Patrick Bas ont inventé la technique de tatouage d'images Broken Arrows pour la compétition BOWS-2. Cette technique est à la base de la technologie Imatag de la société Lamark. 

## Types de tatouages

### Visibles et invisibles
On distingue généralement les tatouages en deux classes : visibles et invisibles. 
Les visibles altèrent le signal ou le fichier (par exemple ajout d'une image pour en marquer une autre). Il est fréquent que les agences de photo ajoutent un tatouage visible en forme de copyright (« © ») aux versions de prévisualisation (basse résolution) de leurs photos, ceci afin d'éviter que ces versions ne se substituent aux versions hautes résolutions payantes.
Les tatouages invisibles modifient le signal d'une manière imperceptible par l'utilisateur final (par exemple en ne modifiant que le bit le moins significatif de chaque octet). Le tatouage numérique invisible peut être considéré comme une forme de stéganographie, puisque l'utilisateur final ignore la présence du tatouage et donc de l'information cachée. Pour reprendre l'exemple de l'agence photo, les photos hautes résolutions vendues par l'agence possèdent elles au contraire un tatouage invisible, qui ne dégrade donc pas le contenu visuel, mais qui permet de détecter l'éventuelle source d'un vol. Le message caché par le tatouage peut être un identifiant de l'acheteur par exemple. En cas d'utilisation non autorisée, l'agence peut alors se retourner contre l'acheteur.

### Fragiles
Il existe aussi des tatouages dits fragiles. Ce sont des tatouages invisibles, qui sont utilisés pour détecter toute modification du signal, par exemple pour vérifier que le contenu n'a pas été modifié par un tiers. Certains types de tatouages fragiles peuvent également être intégrés dans des images qui sont ensuite imprimées, permettant ainsi de détecter des contrefaçons de documents physiques.

## Attaques
On distingue deux types d'attaques, celles passives et celles actives. Les premières visent simplement à déceler la présence d'un tatouage invisible caché dans l'image. Les secondes attaques cherchent à éliminer cette marque.
Ces deux attaques ont des buts différents. L'attaque passive s'applique davantage à la stéganographie, on cherche à déterminer si une image contient un message ou pas.
L'attaque active est, en général, malveillante et vise à supprimer d'un média le tatouage (copyright, fingerprint) afin de pouvoir l'utiliser sans autorisation préalable de l'auteur, ou à anonymiser un document pour protéger ses sources, par exemple.

## Technique
Il existe différentes méthodes d'insertion de la marque, on distingue généralement celles travaillant dans le domaine spatial, et celles travaillant dans le domaine spectral. Les techniques purement spatiales résistent mal à certaines attaques comme le zoom et le recadrage, tandis que la plupart des techniques opérant dans le domaine des fréquences et le domaine mixte résistent bien à ce type d'attaques.
L'insertion d'un tatouage numérique peut être considérée comme un exercice de communication numérique. Les bits du message sont encodés et transmis sur un signal porteur approprié. Les caractéristiques souhaitées du tatouage numérique, comme l'indétectabilité, la résistance au bruit et à l'édition d'image tels le recadrage et la rotation déterminent le choix du signal porteur. Dans le cas des tatouages robustes, il s'agit d'un signal de faible amplitude (indétectabilité) et de large bande passante (les images étant généralement de taille assez importante). La taille du message, relativement courte, impose l'utilisation de techniques d'étalement de spectre pour l'encodage des bits du message. Les techniques de tatouage basées sur l'étalement de spectre sont parmi les plus robustes aux attaques communes.
Les techniques de compression d'images, comme JPEG, inspirèrent l'utilisation du domaine fréquentiel pour insérer des tatouages numériques indétectables dans les images. La première technique opérant dans ce domaine fut conçue par Scott Burgett, Eckhard Koch et Jian Zhao en 1995 et utilisait le domaine DCT. D'autres transformées sont aussi utilisées, comme la transformée en ondelettes, ou la transformée de Fourier.

## Applications
Exemples d'applications :
- Insertion d'un marquage à la source pour identifier le propriétaire des droits d'une œuvre
- Insertion d'un marquage à l'expédition ou à la lecture pour identifier le destinataire ou l'équipement de lecture (fingerprint)

Un tatouage numérique peut être en général considéré comme une forme de stéganographie. Le terme tatouage numérique est utilisé pour décrire ce qui peut permettre de différencier des copies d'un même fichier ou signal d'origine, le tout d'une manière imperceptible. Le principe des tatouages invisibles est que toute tentative de les effacer aboutisse à une dégradation de la qualité du contenu du fichier.
Comme dans le cas de la recherche d'aiguilles dans une botte de foin, on peut utiliser un aimant très puissant pour retrouver les aiguilles ou on peut simplement brûler la botte si les aiguilles en valent la peine (le message porté par le tatouage numérique pouvant avoir plus de valeur que le signal marqué).